# روبن باباس
روبن باباس (بالإنجليزية: Robin Pappas)‏ هي منتجة أسطوانات وملحنة وممثلة أمريكية، ولدت في 15 ديسمبر 1950 في الولايات المتحدة.

## وصلات خارجية
- روبن باباس على موقع IMDb (الإنجليزية)